# Lanneray
Lanneray est une ancienne commune française située dans le département d'Eure-et-Loir en région Centre-Val de Loire, devenue le 1er janvier 2019 une commune déléguée au sein de la commune nouvelle de Saint-Denis-Lanneray.

## Géographie

### Situation

Situation géographique
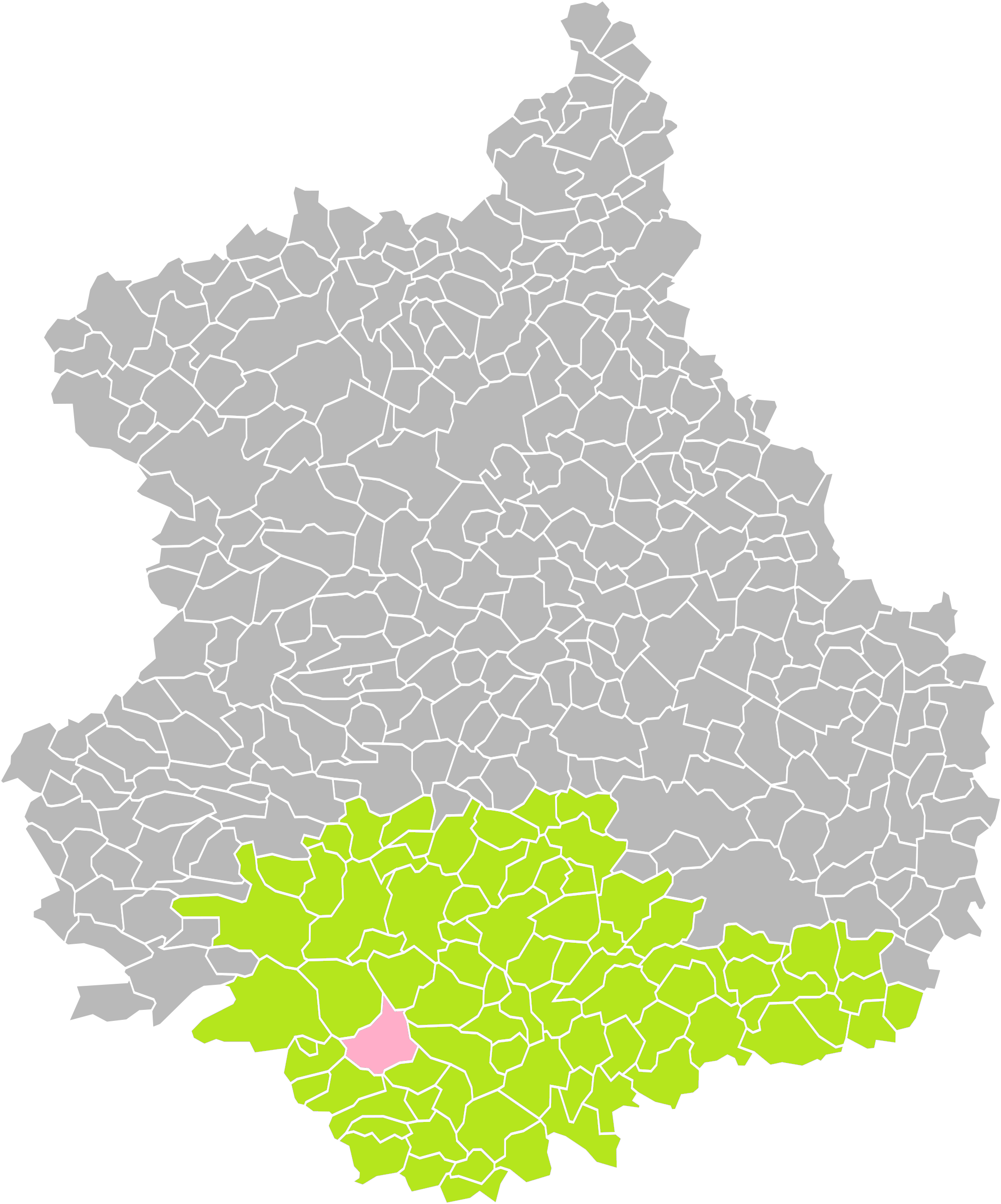
Lanneray dans son arrondissement.
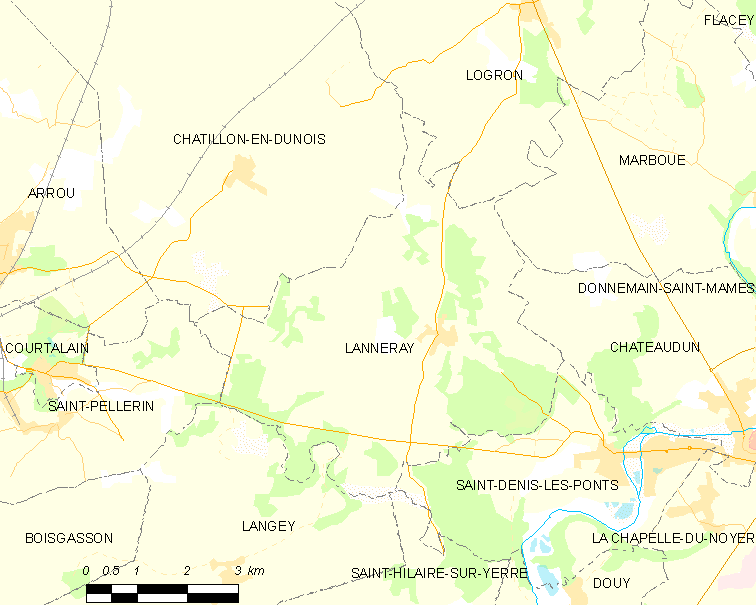
Carte de la commune de Lanneray.

### Communes limitrophes
| Châtillon-en-Dunois | Logron   | Marboué               |
| Saint-Pellerin      | Lanneray | Châteaudun            |
|                     | Langey   | Saint-Denis-les-Ponts |

### Hameaux, lieux-dits et écarts
- Le Coudray
- La Rougerie

### Voies de communication et transports
Lanneray est accessible par la route départementale 23, qui relie Logron, au nord, à Saint-Hilaire-sur-Yerre, au sud.

### Hydrographie
La commune est bordée au sud par la rivière Yerre, affluent en rive droite du Loir, lui-même sous-affluent du fleuve la Loire par la Sarthe et la Maine.

## Toponymie
Le nom de la localité est attesté sous les formes Lanere 1179, Lenneriacum en 1202.
Ce toponyme provient du nom de personne gallo-romain lanarius et du suffixe acum qui signifie : la « terre de lanarius », « celui qui travaille la laine »[réf. nécessaire].

## Histoire

### Époque moderne
- La paroisse de Lanneray. La liste des prieurs-curés est publiée par Beauhaire[2].

Dans les années précédant la Révolution et jusqu'au 4 novembre 1792, le prieur-curé est Jean-Henri Joliet (Chartres paroisse Sainte-Foy, 19 septembre 1752- Lanneray 18 février 1838) chanoine de Saint-Augustin. Pendant quelques mois à l'été 1785, il héberge son ancien ami de collège, Jacques Pierre Brissot, et son épouse. Il est probablement le rédacteur des cahiers de doléances de Lanneray et de Saint-Denis-les-Ponts. En avril 1796, alors qu'il est agent municipal de la commune, sa maison est saccagée par les Chouans et il doit se réfugier à Châteaudun. De l'an VI à sa mort en 1838, il est le maire de la commune.
- Châteaux et seigneuries

- le château de la Forest (ou La Forêt)
- le château de la Touche-Hersant:
À la fin du XVe siècle et au début du XVIe siècle, la seigneurie de la Touche-Hersant appartient à la famille de Théligny; puis elle est vendue en 1548 à Nicolas Le Jay, receveur des tailles à Orléans puis maître des comptes à Paris. Les Le Jay la conserve jusqu'à sa transmission au petit-fils de Louis Le Jay et Marie de Boisgautier, Guillaume Antoine de Montigny. Puis la seigneurie est vendue à deux reprises avant d'être cédée en 1775 à Louis Joseph de Pétigny (1723-1788), contrôleur des finances du comte de Provence, pour 200.000 livres. La famille de Pétigny, qui s'est illustrée entre autres avec François-Jules de Pétigny de Saint-Romain, est toujours propriétaire du château.

### Époque contemporaine

#### XXesiècle
Entre le 29 janvier 1939 et le 8 février, plus de 2 000 réfugiés espagnols fuyant l'effondrement de la république espagnole devant les troupes de Franco, arrivent en Eure-et-Loir. Devant l'insuffisance des structures d'accueil (le camp de Lucé et la prison de Châteaudun, rouverte pour l’occasion), 53 villages sont mis à contribution, dont Lanneray. Les réfugiés, essentiellement des femmes et des enfants (les hommes sont désarmés et retenus dans le sud de la France), sont soumis à une quarantaine stricte, vaccinés, le courrier est limité, le ravitaillement, s'il est peu varié et cuisiné à la française, est cependant assuré. Une partie des réfugiés rentrent en Espagne, incités par le gouvernement français qui facilite les conditions du retour, mais en décembre, 922 ont préféré rester et sont rassemblés à Dreux et Lucé.

#### XXIesiècle
Le 1er janvier 2019, elle fusionne avec Saint-Denis-les-Ponts pour constituer la commune nouvelle de Saint-Denis-Lanneray dont la création est actée par un arrêté préfectoral du 31 juillet 2018.

## Politique et administration

### Liste des maires
- an VI-1838: Jean Henri Joliet, ancien curé de la paroisse[2]

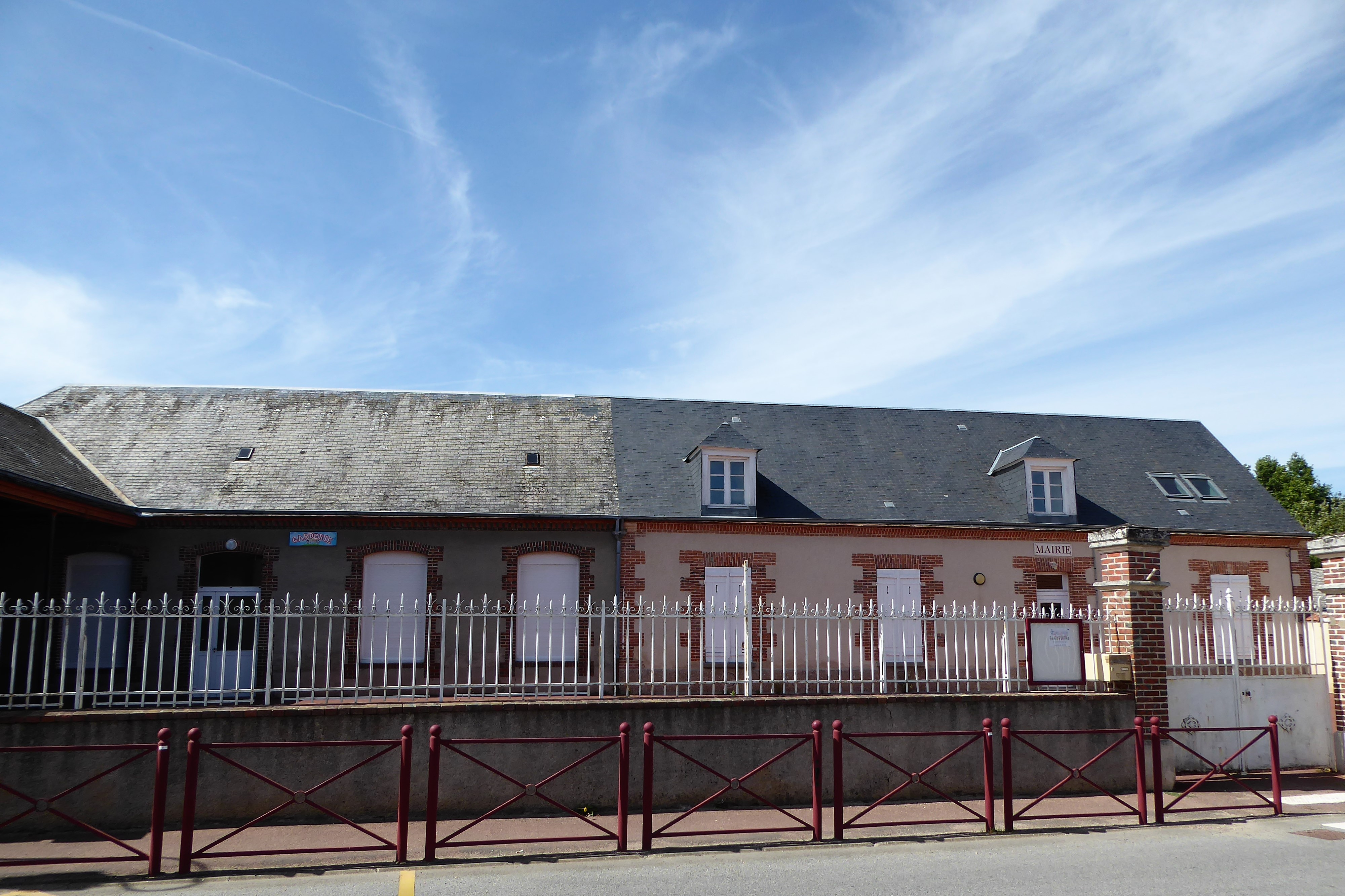
La mairie et la garderie de Lanneray.

| Période                                  | Période          | Identité         | Étiquette | Qualité     |
| ---------------------------------------- | ---------------- | ---------------- | --------- | ----------- |
| Les données manquantes sont à compléter. |                  |                  |           |             |
| avant 1988                               | ?                | Roger Robinet    |           |             |
| mars 2001                                | 31 décembre 2018 | Jean-Yves Panais | SE        | Agriculteur |

## Population et société

### Démographie
L'évolution du nombre d'habitants est connue à travers les recensements de la population effectués dans la commune depuis 1793. Pour les communes de moins de 10 000 habitants, une enquête de recensement portant sur toute la population est réalisée tous les cinq ans, les populations de référence des années intermédiaires étant quant à elles estimées par interpolation ou extrapolation. Pour la commune, le premier recensement exhaustif entrant dans le cadre du nouveau dispositif a été réalisé en 2004.

En 2016, la commune comptait 569 habitants, en stagnation par rapport à 2010 (Eure-et-Loir : −0,23 %, France hors Mayotte : +2,11 %).
| 1793 | 1800 | 1806 | 1821 | 1831 | 1836 | 1841 | 1846 | 1851 |
| ---- | ---- | ---- | ---- | ---- | ---- | ---- | ---- | ---- |
| 731  | 616  | 735  | 722  | 719  | 751  | 750  | 763  | 795  |

| 1856 | 1861 | 1866 | 1872 | 1876 | 1881 | 1886 | 1891 | 1896 |
| ---- | ---- | ---- | ---- | ---- | ---- | ---- | ---- | ---- |
| 790  | 830  | 800  | 773  | 757  | 706  | 714  | 774  | 756  |

| 1901 | 1906 | 1911 | 1921 | 1926 | 1931 | 1936 | 1946 | 1954 |
| ---- | ---- | ---- | ---- | ---- | ---- | ---- | ---- | ---- |
| 749  | 759  | 701  | 598  | 616  | 594  | 569  | 640  | 581  |

| 1962 | 1968 | 1975 | 1982 | 1990 | 1999 | 2004 | 2006 | 2009 |
| ---- | ---- | ---- | ---- | ---- | ---- | ---- | ---- | ---- |
| 591  | 505  | 447  | 485  | 481  | 498  | 518  | 533  | 558  |

| 2014 | 2016 | - | - | - | - | - | - | - |
| ---- | ---- | - | - | - | - | - | - | - |
| 573  | 569  | - | - | - | - | - | - | - |

### Enseignement
Lanneray dépend de l'académie d'Orléans-Tours. L'école primaire du village accueille 35 élèves.

## Culture locale et patrimoine

### Lieux et monuments
- Le château de la Touche-Hersant, datant des XVIe et XVIIIe siècles, se compose notamment d'un bâtiment de 1567, d'une chapelle de 1572 et d'un corps de logis du XVIIIe siècle ; il est entouré de douves et comporte deux tours d'angle,  Inscrit MH (1982)[17] ;

- Les enceintes du bois des Goislardières et du Camp Romain ; ces deux enceintes de type quadrangulaire, dit « Viereckschanze », eurent probablement une fonction cultuelle, remontant à l'Âge du fer,  Inscrit MH (1987)[18] ;

- L'église Saint-Pierre : datant du XIIe siècle, son rattachement à l'abbaye de la Madeleine de Châteaudun est confirmé par l'évêque de Chartres Gosselin de Lèves en 1152[19] ; l'arc de clôture délimitant le chœur de la nef, en bois sculpté et ciré, date du XVIIIe siècle,  Inscrit MH (2017)[20].

L'église Saint-Pierre
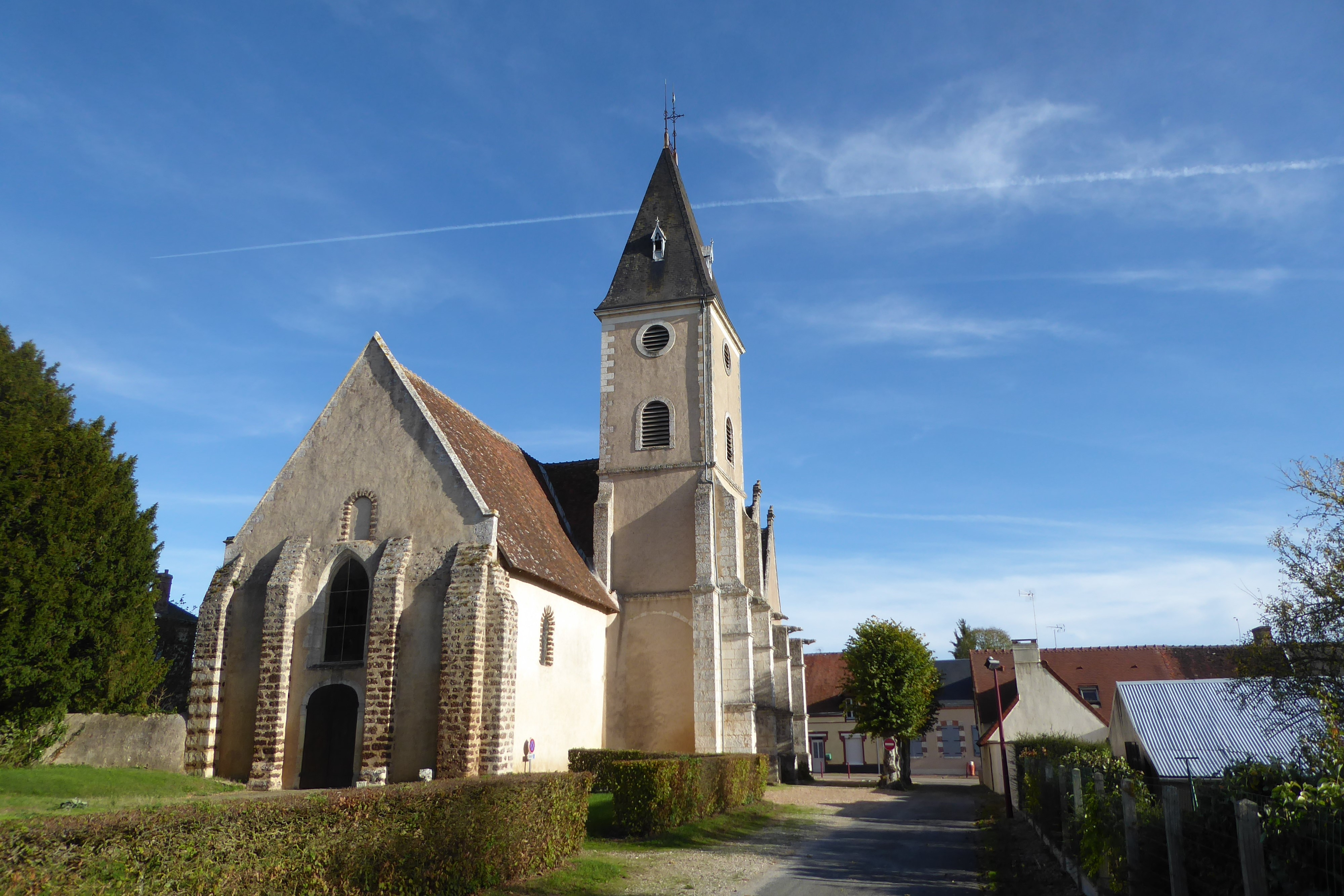
Vue générale.
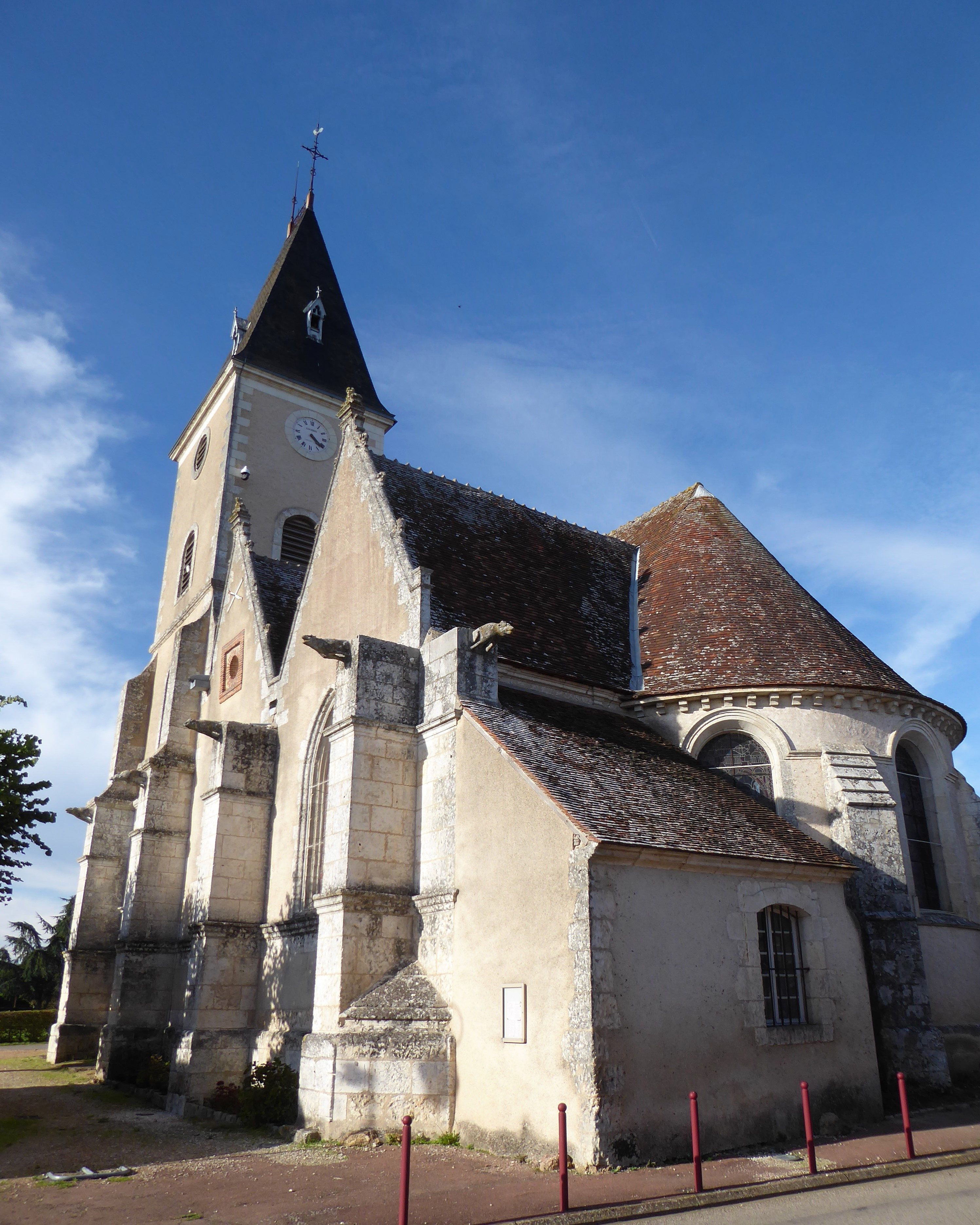
Chevet et gargouilles.
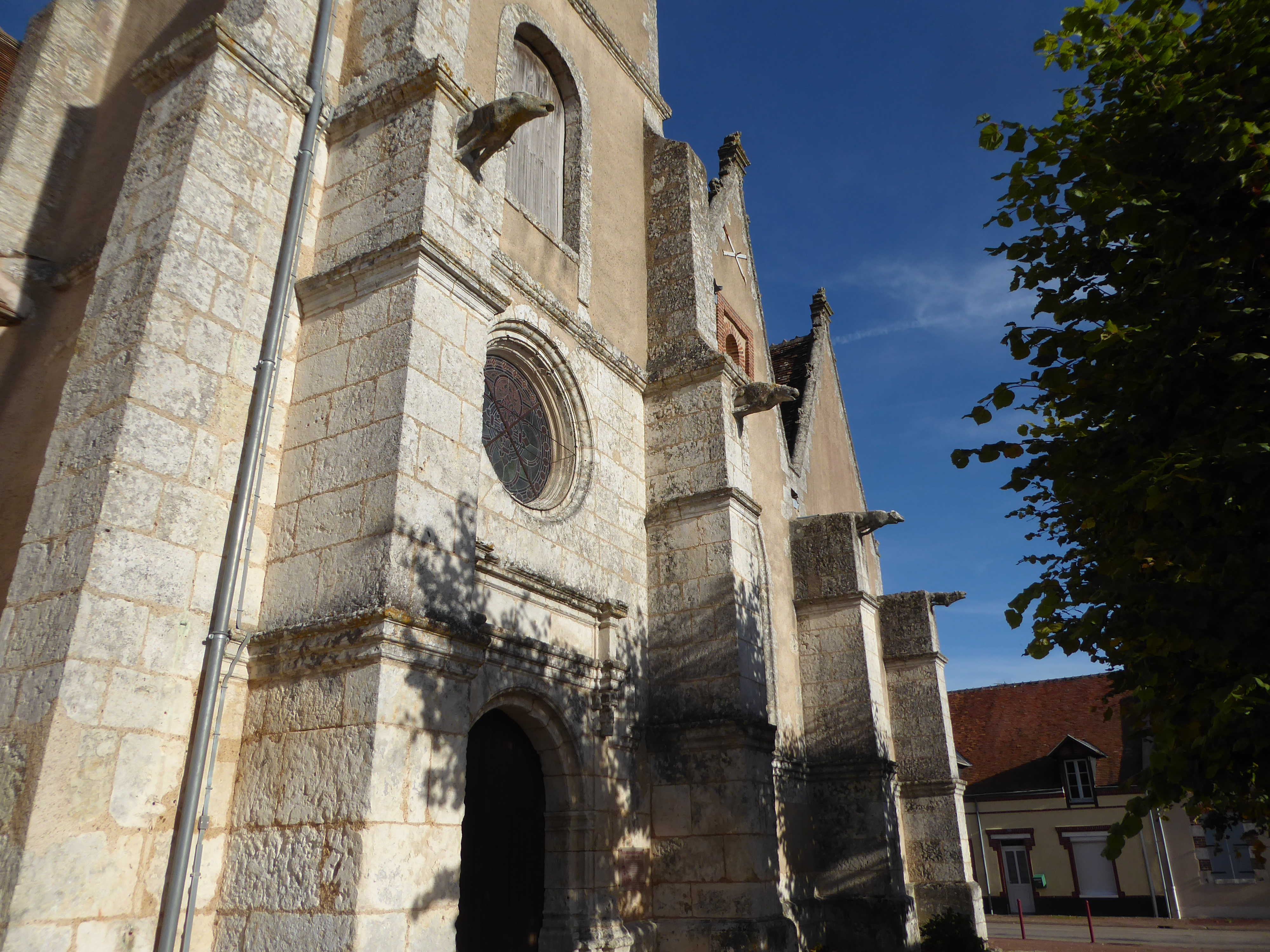
Mur sud-ouest.

### Personnalités liées à la commune
- Denis Vrain-Lucas (1818-1880), faussaire épistolier, né dans la commune ;
- Jean-Pierre Coffe (1938-2016), critique gastronomique, animateur radio/TV, écrivain, acteur, mort dans la commune après y avoir habité plus de 40 ans[21].